# Sphenolobus
Sphenolobus là một chi rêu trong họ Anastrophyllaceae.